# 克拉克森不等式
數學的克拉克森不等式是Lp空間上的一個結果，用兩個可測函數的Lp範數，來表示它們的和及差的Lp範數的上界。這不等式是平行四邊形恆等式的一個推廣。

## 不等式敘述
設{\displaystyle (X,\Sigma ,\mu )}是測度空間，{\displaystyle f,g:X\to \mathbb {R} }是在{\displaystyle L^{p}(X)}空間內的可測函數。當{\displaystyle 2\leq p<+\infty }時，有
{\displaystyle \left\|{\frac {f+g}{2}}\right\|_{L^{p}}^{p}+\left\|{\frac {f-g}{2}}\right\|_{L^{p}}^{p}\leq {\frac {1}{2}}\left(\|f\|_{L^{p}}^{p}+\|g\|_{L^{p}}^{p}\right)}；
當{\displaystyle 1<p<2}時，有
{\displaystyle \left\|{\frac {f+g}{2}}\right\|_{L^{p}}^{q}+\left\|{\frac {f-g}{2}}\right\|_{L^{p}}^{q}\leq \left({\frac {1}{2}}\|f\|_{L^{p}}^{p}+{\frac {1}{2}}\|g\|_{L^{p}}^{p}\right)^{\frac {q}{p}}}，
其中{\displaystyle {\frac {1}{p}}+{\frac {1}{q}}=1}，即{\displaystyle q={\frac {p}{p-1}}}。
{\displaystyle p>2}的情形較易證明，可以簡單地用三角不等式和函數
{\displaystyle x\mapsto x^{p}}
的凸性證出。

## 外部連結
- Clarkson inequality at PlanetMath.